# Antonio Bon

Stemma della famiglia Bon

Antonio Bon (Venezia, 1462 – Venezia, 1525) è stato un politico italiano.

## Il politico
Figlio di Niccolò, nacque nel 1462.
Nel 1497 cominciò la sua attività politica come provveditore e comandante in Morea, dove subì l'assedio turco, che raggiunse l'apice nel settembre 1499, quando gli Ottomani occuparono Lepanto.
Nel 1500 ritorna a Venezia, spossato dopo l'assedio subito, ma già nel  1507 fu nominato podestà a Chioggia, fino al 1508, oltre ad ricoprire la carica di membro del Collegio e provveditore al Sale.
Secondo Marin Sanudo fu imprigionato da dell'Impero dopo la  Guerra della Lega di Cambrai. Nel settembre 1512 lo ritornato a Venezia eletto deputato al Collegio sopra le Acque, di cui divenne poi provveditore.
La sua ascesa politica fu tale da diventare prima provveditore alle Biade, 1518-19, in un periodo di siccità che vedeva la Serenissima in ginocchio. Ma il massimo incarico lo ottenne prima come membro della giunta del Consiglio dei Dieci aprile 1519, poi l'anno successivo come uno dei da tre Capi di questo, per ben tre volte nel 1520.
Nel gennaio 1521 fu comandante di Verona, e Censore, carica che poi venne affidata all'Avogadoria de Comun.
Nel dicembre del 1521 fu nominato luogotenente in Friuli dalla Serenissima. Il 29 luglio 1523 ebbe il compito di prendere possesso dei territori friulani, che secondo il trattato stipulato tra Venezia e il Sacro Romano Impero Germanico, dovevano essere restituzione alla Serenissima. Compito non facile per la ribellione di parte della popolazione.
Abbandonò la carica di luogotenente nell'ottobre del 1523 a mandato scaduto.
Morì nel 1525.
L'omonimia con un altro Antonio Bon, figlio di Fantino, trasse in inganno alcuni genealogisti veneziani mescolandone le due vite.